# District de Fuling
Le district de Fuling (涪陵区 ; pinyin : Fúlíng Qū) est une subdivision administrative de la municipalité de Chongqing située dans la province du Sichuan en Chine.

## Géographie
Sa superficie est de 2 941,46 km².

## Démographie
La population du district était de 1 117 800 habitants en 2005.

### Sources
- Géographie : (zh) Page descriptive (Phoer.net)